# Anatkina kharavela
Anatkina kharavela är en insektsart som först beskrevs av William Lucas Distant 1918.  Anatkina kharavela ingår i släktet Anatkina och familjen dvärgstritar. Inga underarter finns listade i Catalogue of Life.